# Linia kolejowa nr 517
Linia kolejowa nr 517 – drugorzędna, niezelektryfikowana, jednotorowa linia kolejowa łącząca stację Papiernia ze stacją Las Suwalski. Linia stanowi łącznicę między linią kolejową nr 39 i linią kolejową nr 40.
Linia jest zamknięta dla ruchu pasażerskiego, a maksymalna prędkość dla pociągów towarowych to 30 km/h. Wprowadzono na niej ograniczenia użytkowania – stacja Papiernia jest czynna okresowo, od poniedziałku do piątku w godzinach 7:00 - 23:00 oraz w soboty w godzinach 7:00 - 19:00 oprócz świąt.